# A Civil Action
 A Civil Action és un drama estatunidenc dirigit i escrit per Steven Zaillian, estrenada el 1998 als Estats Units. La pel·lícula ha estat seleccionada en nombroses cerimònies de premis, com als Oscars, als Satellite Awards o als Globus d'Or. Adaptat de la novel·la de Jonathan Harr, posa en escena un brillant advocat, interpretat per John Travolta, que té una bonica carrera davant d'ell. Un dia, tanmateix, està a punt per combatre un conglomerat gegant de la restauració que ha enverinat diversos nens.
Rodada a Massachusetts i a Califòrnia, A Civil Action és la segona realització de Steven Zaillan, després de A la recerca de Bobby Fischer  (1993). Si la seva primera pel·lícula va tenir un èxit limitat a sales, aquesta última va rebre una bona acollida de part del públic.

## Argument
Jan Schlichtmann és un gran advocat que porta la seva pròpia empresa. És un humil solter, amb un bonic cotxe, una bonica casa i una carrera que li ha valgut un gran premi.
Un dia, als anys 1980, l'advocat participa en un programa de ràdio on és increpat per Anne Anderson sobre una queixa que ha negligit: a Bòston, diverses famílies que acaben de perdre els seus fills per leucèmia, decideixen demandar un conglomerat gegant de la restauració, acusant-lo de l'enverinament dels seus fills. Schlichtmann va a defensar aquestes famílies, pensant que es tracta d'un assumpte simplement resoluble, que li permetrà guanyar molts diners i millorar una vegada més la seva notorietat. Llavors, Schlichtmann representa ell mateix i la seva empresa a aquestes famílies. Tanmateix, es tractava d'un assumpte que l'hauria pogut arruïnar: el seu orgull, la seva ambició i finalment la seva carrera. Mentre el procés agafa volada, Jan s'adona que acaba d'acceptar el major assumpte de la seva vida

## Repartiment
- John Travolta: Jan Schlichtmann
- Robert Duvall: Jerome Facher
- Tony Shalhoub: Kevin Conway
- William H. Macy: James Gordon
- Željko Ivanek: Bill Crowley
- Bruce Norris: William Cheeseman
- John Lithgow: Jutge Walter J. Skinner
- Kathleen Quinlan: Anne Anderson
- Peter Jacobson: Neil Jacobs
- Mary Mara: Kathy Boyer
- James Gandolfini: Al Love
- Stephen Fry: Pinder
- Dan Hedaya: John Riley
- David Thornton: Richard Aufiero
- Sydney Pollack: Al Eustis
- Ned Eisenberg: Oncle Pete
- Margot Rose: Donna Robbins
- Daniel von Bargen: M. Granger
- Caroline Carrigan: Evelyn Love
- Paul Desmond: Paul Shalline
- Michael Byrne: Tommy Barbas
- Paul Ben-Victor: Bobby Pasqueriella
- Elizabeth Burnette: Lauren Aufiero

## Al voltant de la pel·lícula

### Rebuda del públic
Seleccionada en nombroses cerimònies, com els Oscars, els Satellite Awards o els Globus d'Or, A Civil Action ha estat aclamada pel públic. En efecte, als Estats Units, tot i només ser projectada a dues sales, aconsegueix en la seva estrena una recaptació de 70.079 dòlars. Acabarà la seva explotació amb 56.709.981 dòlars, en 2319 sales. A més, al Regne Unit, comença la seva explotació amb 332.872 £ per acabar-la amb una recaptació bruta d'1.012.571 £. La pel·lícula és d'altra banda classificada 38a pel·lícula de l'any 1998.
A Civil Action és la segona pel·lícula com a director de Steven Zaillian. Havia rodat anteriorment  A la recerca de Bobby Fischer  el 1993, premiada en molts festivals, havia tingut un èxit de públic molt limitat. Per la seva banda, A Civil Action s'ha beneficiat d'una àmplia distribució a diversos països. És així com Zaillan realitza la seva pel·lícula més lucrativa des del seu inici.

### Rebuda de la critica
Malgrat un real èxit en diverses cerimònies de premis i una molt bona recepció pública, la rebuda de la crítica ha estat més aviat dolenta. Heus aquí una llista de certes crítiques.
- El Parisien:[7] «Certament, A Civil Action pot ser classificat en la categoria típica i repetitiva de les pel·lícules de pretori americanes. Feliçment, John Travolta hi aporta l'eloqüència del cor».
- Télérama:[7] «Es lamenta en particular que Steven Zaillian, amb la seva brillant mecànica narrativa, acabi simplificant a ultrança la psicologia dels seus personatges»
- Libération:[7] «El duel John Travolta-Robert Duvall ofereix dues composicions destacables en aquesta pel·lícula que és abans de tot l'itinerari d'un home cap a la dignitat».
- Première:[7] «És culpa de John Travolta ? És la pregunta que hom s'acaba plantejant després d'aquestes gairebé dues hores de pel·lícula, dues hores en principi caracteritzades per l'ambigüitat dels sentiments que ens abracen».

## Banda sonora
Enregistrat i distribuït el 1999, la Banda original de A Civil Action ha estat composta per Danny Elfman pels estudis Hollywood Records. Aquí la llista de les pistes de l'album.
1. Walkin'
2. Civil Theme
3. River
4. And This…
5. First Landing
6. Something to Prove
7. Bills, Bills, Bills
8. Water #1
9. Trial
10. Walkin'
11. Objections
12. Why?
13. Going Down
14. 20 Bucks
15. Creep Up
16. Off the Hook
17. Harvard Club
18. Water #2
19. Night Work
20. Letter
21. At Last
22. End Credit Suite

## Premis i nominacions

### Premis
- 1998. Boston Society of Film Critics Awards al millor actor secundari
- 1999. Florida Film Critics Circle Awards al millor actor secundari
- 1999. Premi dels drets de l'home al Political Film Society
- 1999. Screen Actors Guild Awards al millor actor secundari

### Nominacions
- 1999. Oscar al millor actor secundari per Robert Duvall
- 1999. Oscar a la millor fotografia per Conrad L. Hall
- 1999. Globus d'Or al millor actor secundari per Robert Duvall
- 1999. Satellite Award al millor actor secundari
- 1999. Millor pel·lícula al Humanitas Prize
- 1999. Millor actor secundari al Chicago Film Critics Association Awards